# Xanthorhoe subductata
Xanthorhoe subductata är en fjärilsart som beskrevs av Walker 1862. Xanthorhoe subductata ingår i släktet Xanthorhoe och familjen mätare. Inga underarter finns listade i Catalogue of Life.